# Thymus herba-barona
Espèce
Classification phylogénétique
Thymus herba-barona, l'herba-barona ou thym de Corse (arba barona en langue corse), est une espèce de plantes à fleurs de la famille des Lamiacées et appartenant au genre Thymus. C'est un sous-arbrisseau originaire de Corse.

## Description
C'est une plante aromatique basse, n'excédant pas 15 cm de haut, aux tiges radicantes aux nœuds, aux groupes de fleurs sur pédoncules rameux partant du même point et arrivant à une même hauteur, aux courtes hampes florales dressées. De juillet à août, son feuillage aromatique vert à reflets pourprés sous le soleil, se couvre de petites fleurs blanches, roses, groupées en capitules terminaux. Après la floraison, viennent les fruits formés de quatre petits akènes.

## Répartition et habitat
Sa présence en France n'est constatée qu'en Corse, d'où son nom de thym de Corse.
L'arba barona (en langue corse) (ou Thymari grec (timo)) pousse surtout en montagne. On la découvre notamment au col de Bigorno (885 mètres d'altitude), poussant au milieu des rochers.

## Propriétés

### Culinaires
Si l'on en croit son épithète, c'est le grand seigneur des herbes aromatiques. Composant du bouquet garni culinaire, il résiste aux longues cuissons.

### Médicinales
Son huile essentielle contient du thymol et du carvacrol, excellents antiseptiques, utilisés dans les sirops ou infusions contre la toux, et en tisane pour aider la digestion et activer la circulation sanguine.